# Callipia brenemanae
Callipia brenemanae là một loài bướm đêm trong họ Geometridae.